# Stan wojenny w Polsce

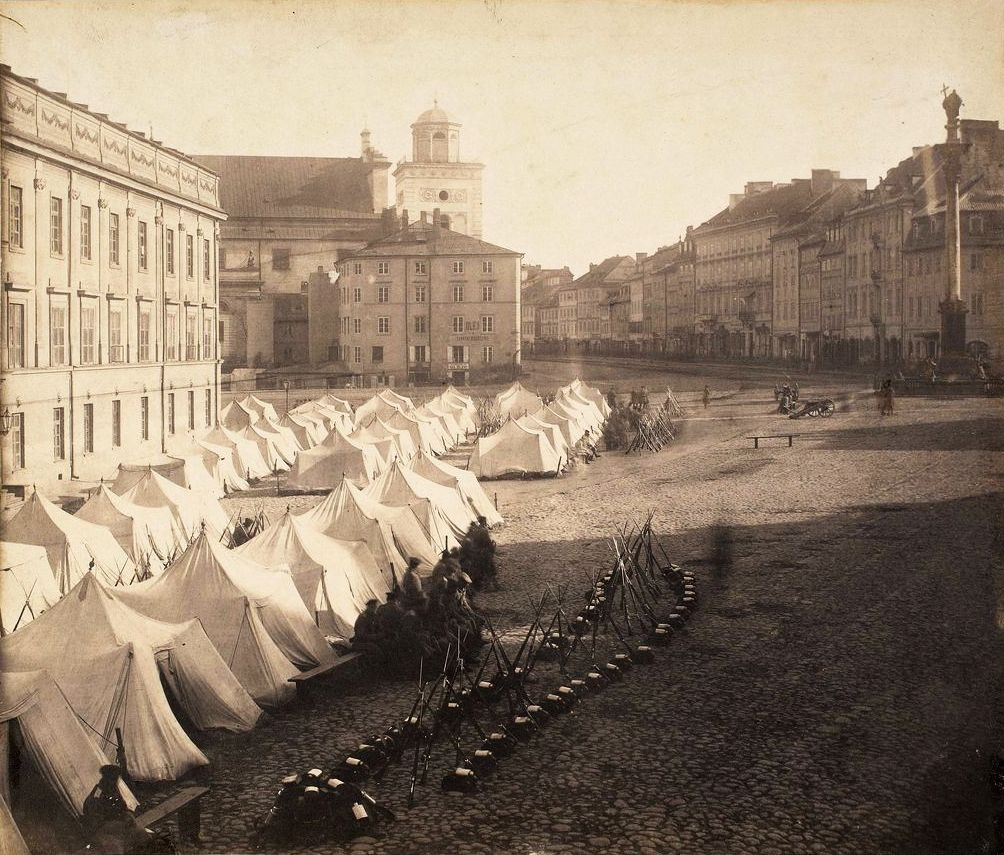
Stan wojenny w Królestwie Polskim, żołnierze rosyjscy na pl. Zamkowym w Warszawie, 1861

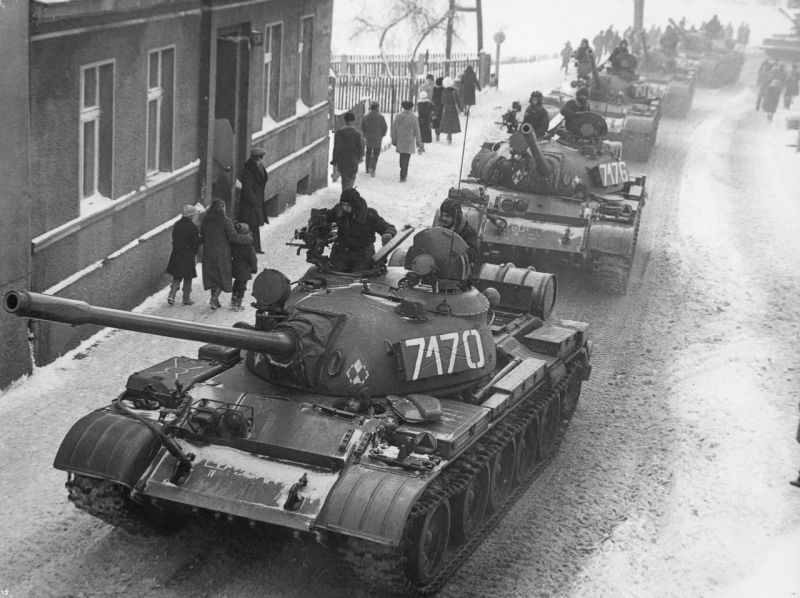
Stan wojenny w Polsce (1981–1983)

Stan wojenny w Polsce może być wprowadzony przez Prezydenta Rzeczypospolitej na wniosek Rady Ministrów w formie rozporządzenia na części albo na całym terytorium państwa, w razie zewnętrznego zagrożenia państwa, w tym spowodowanego działaniami terrorystycznymi, zbrojnej napaści na terytorium RP lub gdy z umowy międzynarodowej wynika zobowiązanie do wspólnej obrony przeciwko agresji. Rozporządzenie o wprowadzeniu stanu wojennego Prezydent musi przedstawić Sejmowi w ciągu 48 godzin od podpisania. Sejm ma obowiązek niezwłocznie rozpatrzyć owo rozporządzenie, może je również uchylić bezwzględną większością głosów w obecności co najmniej połowy ustawowej liczby posłów.
Wprowadzenie stanu wojennego oznacza możliwość ograniczania zagwarantowanych Konstytucją wolności i praw człowieka i obywatela, a także zmiany kompetencji organów władzy publicznej. Jednakże Konstytucja zakazuje ograniczania wolności i praw człowieka i obywatela, takich jak: godność człowieka, obywatelstwo, ochrona życia, humanitarne traktowanie, ponoszenie odpowiedzialności prawnej, dostęp do sądu, dobra osobiste, sumienie i religia, petycje oraz rodzina i dziecko. Wyklucza także możliwość ograniczania tychże wolności i praw człowieka i obywatela wyłącznie z powodu rasy, płci, języka, wyznania lub jego braku, pochodzenia społecznego, urodzenia oraz majątku.
Jeżeli w czasie stanu wojennego Sejm nie może zebrać się na posiedzenie, Prezydent na wniosek Rady Ministrów może wydawać rozporządzenia z mocą ustawy, które podlegają potem zatwierdzeniu przez Sejm na najbliższym posiedzeniu.
Sprawy te reguluje Konstytucja RP w rozdziale XI Stany nadzwyczajne (art. 228–234).

## Stany wojenne w Polsce
- Stan wojenny w Królestwie Polskim (1833–1856)
- Stan wojenny w Królestwie Polskim (1861–1862)
- Stan wojenny w Królestwie Polskim (1905)
- Stan wojenny w Polsce (1939–1945)
- Stan wojenny w Polsce (1981–1983)

## Akty normatywne
| # | Akt normatywny | Data wejścia w życie                        | Data uchylenia       | Uwagi      |
| - | --- | ------------------------------------------- | -------------------- | ---------- |
| 1 | Rozporządzenie Prezydenta Rzeczypospolitej z dnia 16 stycznia 1928 r. o stanie wojennym | 28 stycznia 1928                            | 30 czerwca 1939      |            |
| 2 | Ustawa z dnia 23 czerwca 1939 r. o stanie wojennym | 30 czerwca 1939                             | po 1945              | desuetudo  |
| 3 | Dekret z dnia 12 grudnia 1981 r. o stanie wojennym | 14 grudnia 1981 (z mocą od 12 grudnia 1981) | 26 października 2002 |            |
| 4 | Dekret z dnia 12 grudnia 1981 r. o postępowaniach szczególnych w sprawach o przestępstwa i wykroczenia w czasie obowiązywania stanu wojennego | 14 grudnia 1981 (z mocą od 12 grudnia 1981) | 25 września 2002     |            |
| 5 | Dekret z dnia 12 grudnia 1981 r. o przekazaniu do właściwości sądów wojskowych spraw o niektóre przestępstwa oraz o zmianie ustroju sądów wojskowych i wojskowych jednostek organizacyjnych Prokuratury Polskiej Rzeczypospolitej Ludowej w czasie obowiązywania stanu wojennego | 14 grudnia 1981 (z mocą od 12 grudnia 1981) | 25 września 2002     |            |
| 6 | Ustawa z dnia 25 stycznia 1982 r. o szczególnej regulacji prawnej w okresie stanu wojennego | 25 stycznia 1982                            | 26 października 2002 |            |
| 7 | Ustawa z dnia 18 grudnia 1982 r. o szczególnej regulacji prawnej w okresie zawieszenia stanu wojennego | 19 grudnia 1982                             | 26 października 2002 |            |
| 8 | Ustawa z dnia 29 sierpnia 2002 r. o stanie wojennym oraz o kompetencjach Naczelnego Dowódcy Sił Zbrojnych i zasadach jego podległości konstytucyjnym organom Rzeczypospolitej Polskiej                                                                                           | 26 października 2002                        |                      | obowiązuje |